# Kaspar von Heinsberg
Kaspar Josef von Heinsberg (* 29. Oktober 1820 in Linn, heute Krefeld; † 20. September 1897 in Wevelinghoven) war ein preußischer Verwaltungsbeamter. 

## Leben
Heinsberg studierte Kameralwissenschaften in Bonn und München und war ab 1845 bei den Bezirksregierungen in Düsseldorf und Münster beschäftigt. Von 1851 bis 1876 war er Landrat des Kreises Grevenbroich.
Am 15. März 1851 trat er als Landrat die Nachfolge Richard von Vorst-Gudenaus an, der 1850 zurückgetreten war. Heinsberg blieb bis zum 1. März 1876 Landrat des Kreises Grevenbroich, als er zum Landrat des Kreises Neuss ernannt wurde. In Neuss war er bis 1888 als Landrat tätig. 